# Mallochohelea albibasis
Mallochohelea albibasis är en tvåvingeart som först beskrevs av Malloch 1915.  Mallochohelea albibasis ingår i släktet Mallochohelea och familjen svidknott. Inga underarter finns listade i Catalogue of Life.